# Caelatichthys
Caelatichthys è un genere di pesci ossei estinto, di incerta collocazione sistematica. Visse nel Triassico Medio (Ladinico, circa 241 - 239 milioni di anni fa) e i suoi resti fossili sono stati ritrovati in Svizzera e in Italia.

## Descrizione
Questo pesce era di piccole dimensioni, e difficilmente superava i 5 centimetri di lunghezza. Era dotato di un corpo fusiforme e di una grossa testa dal muso smussato e dalle grandi orbite. La pinna dorsale era di forma triangolare e posta appena dietro la metà del corpo, mentre la pinna anale era di forma simile e leggermente arretrata. Le pinne ventrali erano di piccole dimensioni e poste a metà del corpo, mentre le pinne pettorali erano più grandi. La pinna caudale era biforcuta. Le scaglie erano quasi rettangolari, disposte in file oblique e dotate di un bordo posteriore seghettato. 

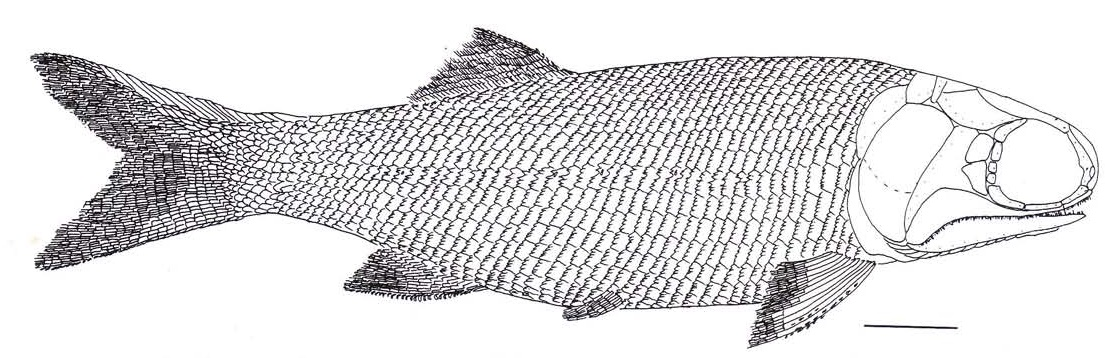
Ricostruzione di Caelatichthys nitens

Caelatichthys era caratterizzato dal dermosfenotico a contatto con il margine ventrale del dermopterotico, e dall'assenza di contatto tra queste due ossa e l'osso nasale. Non erano presenti ossa sopraorbitali, mentre vi erano 4 o 5 infraorbitali; le ossa premascellari, di piccole dimensioni, erano in contatto tra loro lungo la linea mediana. 

## Classificazione
Caelatichthys venne inizialmente classificato nel grande gruppo parafiletico dei paleonisciformi, e in seguito è stato accostato a un altro piccolo pesce del Triassico e del Giurassico, Platysiagum. Queste due forme, che insieme a Helmolepis costituiscono la piccola famiglia dei Platysiagidae, sono considerate vicine al grande gruppo dei Neopterygii, comprendenti la maggior parte dei pesci ossei attuali. 

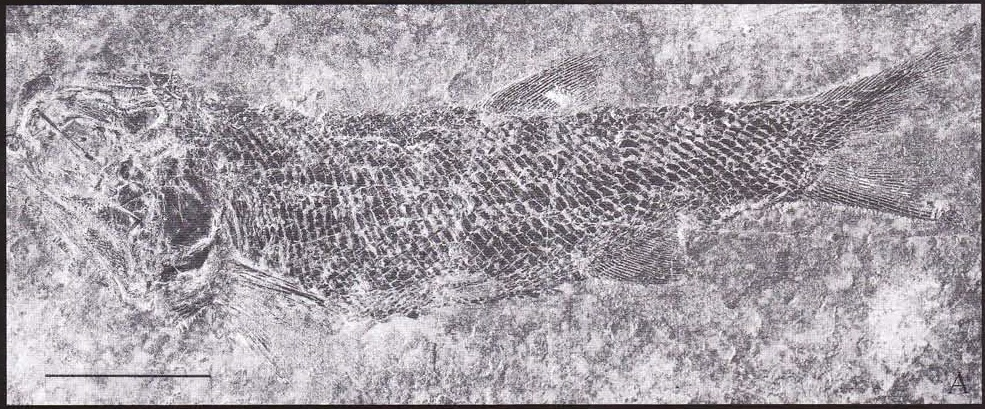
Fossile di Caelatichthys meridensis

Caelatichthys venne descritto per la prima volta nel 2002 da Cristina Lombardo, sulla base di resti fossili ritrovati a Meride, nella zona di Monte San Giorgio in Svizzera, e a Viggiù in provincia di Varese (Italia). A questo genere sono state ascritte due specie: la specie tipo, C. nitens, rinvenuta in Italia, e C. meridensis trovata in Svizzera. Le due specie si distinguono per il diverso sviluppo delle ornamentazioni delle ossa dermiche e per alcune differenze nella morfologia dei fulcri della pinna anale.

## Etimologia
Il genere prende il nome dalla parola latina caelatum che significa cesellato, in riferimento all'ornamentazione fortemente scolpita del cranio.
La specie tipo C. nitens deve il suo epiteto specifico alla parola latina nitens che significa ricco in ornamentazione.
La specie C. meridensis invece è dedicata al sito di ritrovamento: Meride in Svizzera.